# Le Mesnil-sur-Bulles
Le Mesnil-sur-Bulles è un comune francese di 227 abitanti situato nel dipartimento dell'Oise della regione dell'Alta Francia.

## Società

### Evoluzione demografica
Abitanti censiti